# Dalbert (calciatore)
Dalbert Henrique Chagas Estevão, noto semplicemente come Dalbert (Barra Mansa, 8 settembre 1993), è un calciatore brasiliano, difensore o centrocampista dell'América-MG.

## Caratteristiche tecniche
Laterale sinistro più propenso all'azione di spinta che di contrasto, può essere schierato, grazie all'abilità nei cross, da centrocampista esterno e talvolta come mezzala.

## Carriera
Muove i primi passi a livello calcistico nel Barra Mansa, squadra della città natale, per poi difendere i colori di Fluminense e Flamengo.
All'età di vent'anni si trasferisce ai portoghesi dell'Académico Viseu, segnalandosi tra i migliori centrocampisti della seconda divisione lusitana. Il debutto in Primeira Liga avviene invece col Vitória Guimarães, per un totale di 27 incontri disputati nella stagione 2015-16.
Nell'estate 2016 viene acquistato dai francesi del Nizza, riportando 35 presenze complessive tra Ligue 1 e coppe.
Dopo una sola stagione nel campionato transalpino, nell'estate 2017 è ceduto all'Inter per 20 milioni di euro. Esordisce in Serie A il 26 agosto, nella vittoriosa trasferta (3-1) sul campo della Roma. Il brasiliano rimane in nerazzurro per un biennio, seppur senz'offrire prestazioni convincenti, conquistando due qualificazioni consecutive alla Champions League e segnando una rete in Coppa Italia nel 6-2 contro il Benevento del 13 gennaio 2019.
Non rientrando nei piani tattici del nuovo allenatore Antonio Conte, all'inizio del campionato 2019-20 è ceduto in prestito alla Fiorentina con Cristiano Biraghi che approda invece a Milano. In viola il giocatore trova maggior spazio, disputando 31 incontri. Non venendo riscattato, a fine stagione torna all’Inter.
Il 3 ottobre 2020 l'Inter comunica la cessione al Rennes dell'esterno brasiliano, che si trasferisce a titolo temporaneo con diritto di opzione per la trasformazione del prestito in cessione definitiva. Debutta in Champions League il 20 ottobre contro il Krasnodar. Al Rennes non trova molto spazio mettendo insieme complessivamente 17 presenze.
Tornato all'Inter dopo la fine del prestito, nel luglio 2021 prende parte al ritiro ad Appiano Gentile, salvo poi venire ceduto in prestito al Cagliari nello stesso mese.
Debutta con la squadra sarda il 14 agosto in Coppa Italia contro il Pisa Calcio, in cui gioca tutti i 90 minuti.
A fine stagione, il Cagliari retrocede in Serie B, e lui fa ritorno all'Inter, rimediando un trauma distorsivo al ginocchio sinistro nella preparazione individuale pre-campionato a luglio. Dopo aver saltato l'intera stagione rimane svincolato alla scadenza del contratto con l'Inter.
Il 6 settembre 2023 fa ritorno in Brasile firmando un contratto fino al 31 dicembre con l'Internacional. Tuttavia alcuni giorni prima della scadenza contrattuale, arriva la rescissione dopo sole 10 presenze messe insieme; il rinnovo sarebbe stato automatico al raggiungimento di alcuni obiettivi che di fatto sarebbero stati raggiunti.

## Statistiche

### Presenze e reti nei club
Statistiche aggiornate al 23 dicembre 2023.
| Stagione               | Squadra                | Campionato             | Campionato | Campionato | Coppe nazionali | Coppe nazionali | Coppe nazionali | Coppe continentali | Coppe continentali | Coppe continentali | Altre coppe | Altre coppe | Altre coppe | totale | totale | totale |
| Stagione               | Squadra                | Comp                   | Pres       | Reti       | Comp            | Pres            | Reti            | Comp               | Pres               | Reti               | Comp        | Pres        | Reti        | Pres   | Reti   |        |
| ---------------------- | ---------------------- | ---------------------- | ---------- | ---------- | --------------- | --------------- | --------------- | ------------------ | ------------------ | ------------------ | ----------- | ----------- | ----------- | ------ | ------ | ------ |
| 2013-2014              | Académico Viseu        | SL                     | 4          | 0          | CP+CdL          | -               | -               | -                  | -                  | -                  | -           | -           | -           | 4      | 0      |        |
| 2014-2015              | Académico Viseu        | SL                     | 35         | 1          | CP+CdL          | 1+5             | 0+1             | -                  | -                  | -                  | -           | -           | -           | 41     | 2      |        |
| Totale Academico Viseu | Totale Academico Viseu | Totale Academico Viseu | 39         | 1          |                 | 6               | 1               |                    | -                  | -                  |             | -           | -           | 45     | 2      |        |
| 2015-2016              | Vitória Guimarães      | PL                     | 25         | 0          | CP+CdL          | 1+1             | 0               | UEL                | -                  | -                  | -           | -           | -           | 27     | 0      |        |
| 2016-2017              | Nizza                  | L1                     | 33         | 0          | CF+CdL          | 1+0             | 0               | UEL                | 4                  | 0                  | -           | -           | -           | 38     | 0      |        |
| lug.-ago. 2017         | Nizza                  | L1                     | 0          | 0          | -               | -               | -               | UCL                | 2                  | 0                  | -           | -           | -           | 2      | 0      |        |
| Totale Nizza           | Totale Nizza           | Totale Nizza           | 33         | 0          |                 | 1               | 0               |                    | 6                  | 0                  |             |             |             | 40     | 0      |        |
| 2017-2018              | Inter                  | A                      | 13         | 0          | CI              | 1               | 0               | -                  | -                  | -                  | -           | -           | -           | 14     | 0      |        |
| 2018-2019              | Inter                  | A                      | 11         | 0          | CI              | 1               | 1               | UCL+UEL            | 0                  | 0                  | -           | -           | -           | 12     | 1      |        |
| 2019-2020              | Fiorentina             | A                      | 31         | 0          | CI              | 3               | 0               | -                  | -                  | -                  | -           | -           | -           | 34     | 0      |        |
| 2020-2021              | Rennes                 | L1                     | 13         | 0          | CF              | 0               | 0               | UCL                | 4                  | 0                  | -           | -           | -           | 17     | 0      |        |
| 2021-2022              | Cagliari               | A                      | 26         | 0          | CI              | 3               | 0               | -                  | -                  | -                  | -           | -           | -           | 29     | 0      |        |
| 2022-2023              | Inter                  | A                      | 0          | 0          | CI              | 0               | 0               | UCL                | 0                  | 0                  | SI          | 0           | 0           | 0      | 0      |        |
| Totale Inter           | Totale Inter           | Totale Inter           | 24         | 0          |                 | 2               | 1               |                    | 0                  | 0                  |             | 0           | 0           | 26     | 1      |        |
| set.-dic. 2023         | Internacional          | PD/RS+A                | 0+9        | 0          | CB              | 0               | 0               | CL                 | 1                  | 0                  | -           | -           | -           | 10     | 0      |        |
| Totale carriera        | Totale carriera        | Totale carriera        | 193        | 1          |                 | 17              | 2               |                    | 11                 | 0                  |             | -           | -           | 221    | 3      |        |

## Palmarès
- Supercoppa italiana: 1

Inter: 2022
- Coppa Italia: 1

Inter: 2022-2023